# راندولف بيدفورد
راندولف بيدفورد (بالإنجليزية: Randolph Bedford)‏ هو كاتب وسياسي أسترالي، ولد في 27 يونيو 1868 في أستراليا، وتوفي في 7 يوليو 1941 في بريزبان في أستراليا. حزبياً، نشط في Queensland Labor Party ‏. وقد انتخب عضو المجلس التشريعي ولاية كوينزلاند عن دائرة Electoral district of Warrego ‏ (13 أكتوبر 1923 – 7 يوليو 1941).